# Protaphis centaurea
Protaphis centaurea är en insektsart. Protaphis centaurea ingår i släktet Protaphis och familjen långrörsbladlöss. Inga underarter finns listade i Catalogue of Life.